# Apolinary (Koszewoj)
Apolinary, imię świeckie Andriej Wasiljewicz Koszewoj (ur. 3 października?/15 października 1874 w Wałoku, zm. 6 czerwca 1933 w Nowym Jorku) – biskup Rosyjskiego Kościoła Prawosławnego poza granicami Rosji.

## Życiorys
W 1894 ukończył naukę w seminarium duchownym w Połtawie, cztery lata później złożył wieczyste śluby zakonne przed swoim ojcem duchowym, metropolitą Antonim (Chrapowickim), i został hieromnichem. W 1905 ukończył Kijowską Akademię Duchowną i został zatrudniony jako wykładowca w różnych cerkiewnych placówkach edukacyjnych.
W 1917 miała miejsce jego chirotonia na biskupa biełgorodzkiego, wikariusza eparchii kurskiej. W 1920 udał się na emigrację do Królestwa SHS. Następnie wyjechał do Jerozolimy, gdzie służył w rosyjskiej misji prawosławnej. W 1922 przeniósł się do Nowego Jorku, gdzie został biskupem pomocniczym archieparchii północnoamerykańskiej, współpracownikiem jej ordynariusza, metropolity Platona (Rożdiestwienskiego). Po tym, gdy ten ostatni wszedł w konflikt z Rosyjskim Kościołem Prawosławnym poza granicami Rosji, biskup Apolinary zerwał z nim współpracę i przeszedł w jurysdykcję Cerkwi zagranicznej. W 1929 został, jako arcybiskup, zwierzchnikiem eparchii północnoamerykańskiej i kanadyjskiej, konkurencyjnej wobec kierowanej przez Platona metropolii. Godność tę pełnił do swojej śmierci w 1933. Został pochowany na jednym z miejskich cmentarzy Nowego Jorku; dwa lata po śmierci jego szczątki zostały przeniesione na cmentarz monasteru Trójcy Świętej w Jordanville.